# Tommaso Antonio Gigli
Tommaso Antonio Gigli (Grottole, 30 marzo 1772 – Portici, 22 luglio 1865) è stato un vescovo cattolico italiano.

## Biografia
Entrò a far parte dell'Ordine francescano dei Frati minori conventuali nel convento di San Lorenzo Maggiore a Napoli. Si laureò in Teologia all'Università degli Studi La Sapienza di Roma. Dopo la soppressione degli ordini religiosi nel 1809, insegnò filosofia al Seminario di Potenza e nel 1819, ripristinati gli ordini, ritornò a San Lorenzo dove fu nominato Padre Guardiano.
L'8 luglio 1832 fu consacrato vescovo dal cardinale Carlo Odescalchi e fu assegnato alla Diocesi di Muro Lucano, che guidò per 27 anni. Realizzò diverse opere tra cui la fondazione dell'Ospedale Diocesano, dedicando buona parte del suo operato ai più poveri ed agli emarginati della società. Nel 1843 diede inizio al processo di beatificazione di padre Gerardo Maiella. Per motivi di salute rinunciò alla cattedra vescovile nel 1858 e si ritirò a Barra presso Napoli, nel Monastero dei Padri Conventuali.

## Genealogia episcopale
La genealogia episcopale è:
- Cardinale Scipione Rebiba
- Cardinale Giulio Antonio Santori
- Cardinale Girolamo Bernerio, O.P.
- Arcivescovo Galeazzo Sanvitale
- Cardinale Ludovico Ludovisi
- Cardinale Luigi Caetani
- Cardinale Ulderico Carpegna
- Cardinale Paluzzo Paluzzi Altieri degli Albertoni
- Papa Benedetto XIII
- Papa Benedetto XIV
- Papa Clemente XIII
- Cardinale Marcantonio Colonna
- Cardinale Giacinto Sigismondo Gerdil, B.
- Cardinale Giulio Maria della Somaglia
- Cardinale Carlo Odescalchi, S.I.
- Vescovo Tommaso Antonio Gigli